# 2020년 로스앤젤레스 영화 비평가 협회상
제46회 로스앤젤레스 영화 비평가 협회상은 2020년 12월 20일에 열린 시상식이다.

## 수상 및 후보

### 작품상
- Small Axe - 스티브 맥퀸 수상

### 감독상
- 노마드랜드 - 클로이 자오 수상

### 남우주연상
- 마 레이니, 그녀가 블루스 - 채드윅 보스만 수상

### 여우주연상
- 프라미싱 영 우먼 - 캐리 멀리건 수상

### 남우조연상
- 마 레이니, 그녀가 블루스 - 글린 터먼 수상

### 여우조연상
- 미나리 - 윤여정 수상

### 각본상
- 프라미싱 영 우먼 - 에머랄드 펜넬 수상

### 촬영상
- Small Axe - 샤비어 커크너 수상

### 미술상
- 맹크 - 도널드 그레이엄 버트 수상

### 편집상
- 더 파더 - 요르고스 람프리노스 수상

### 음악상
- 소울 - 조나단 바티스트 외 2명 수상

### 외국어영화상
- 빈폴 - 칸테미르 발라고프 수상

### 다큐멘터리상
- 타임 - 가렛 브래들리 수상

### 애니메이션상
- 울프워커스 - 톰 무어 외 1명 수상

### 독립영화상
- 헐 소셜리스트 스마일 - 존 지안비토 수상

### 신인상
- 더 40 이어 올드 버전 - 라다 블랭크 수상

### 공로상
- 해리 벨라폰테 수상
- 허우 샤오시엔 수상

### 레거시상
- 노먼 로이드 수상